# Overslag (België)
Overslag is een dorp in het noorden van de Belgische provincie Oost-Vlaanderen, op de grens met Nederland. Het ligt op het grondgebied van de gemeente Lochristi; een deel van het dorp ligt echter op Nederlands grondgebied, waar het tot 1970 een zelfstandige gemeente was. Het Belgische deel telt ruim 600 inwoners.

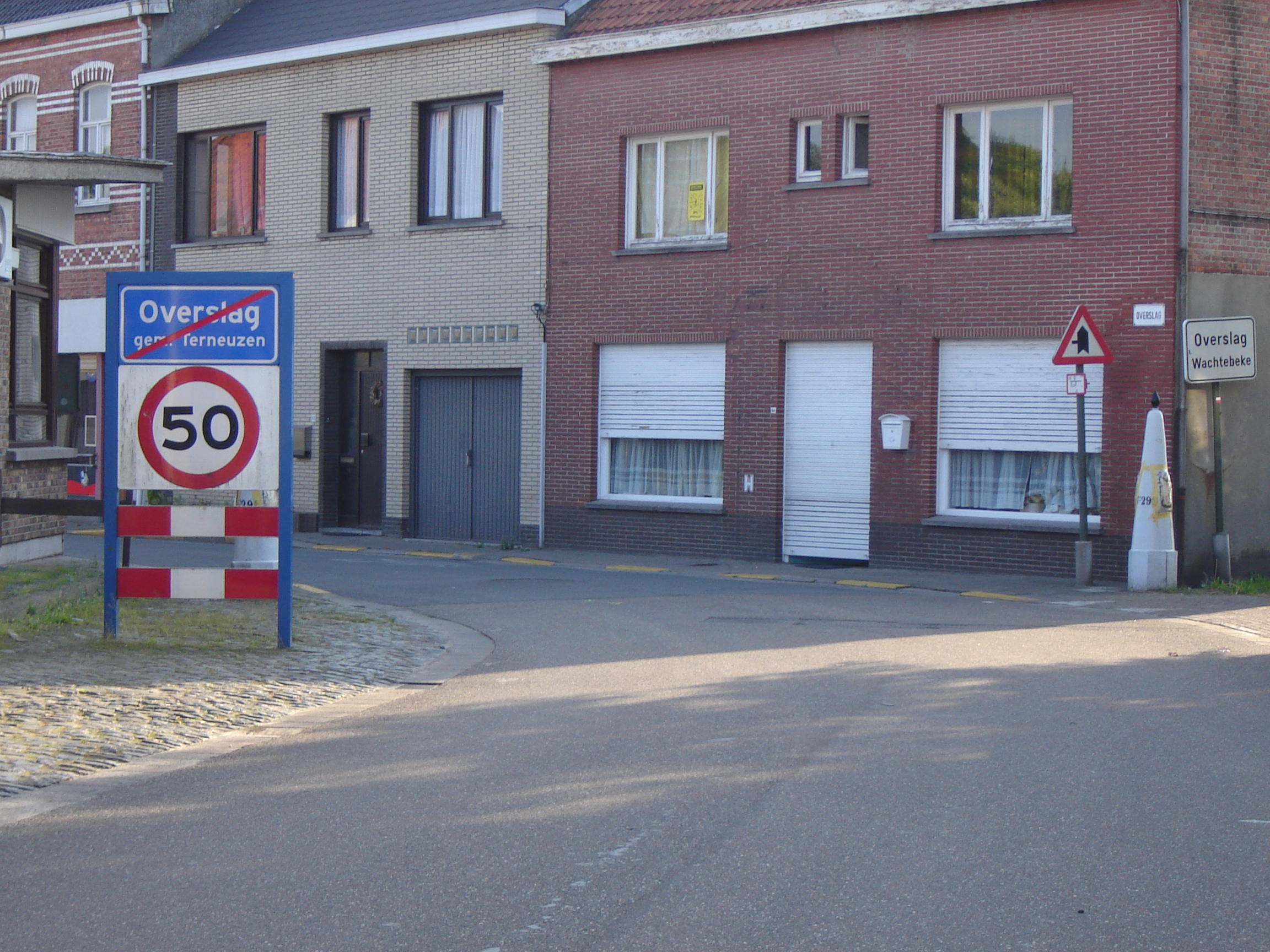
Belgisch-Nederlandse grens met grenspalen.

## Bezienswaardigheden
- De Onze-Lieve-Vrouw-Geboortekerk is gewijd aan Onze-Lieve-Vrouw Geboorte.
- Een drietal grenspalen van 1770, die de grens markeerden tussen de Oostenrijkse Nederlanden en de Republiek.

## Natuur en landschap
Overslag bevindt zich in het Vlaamse Scheldepoldergebied, dat aansluit bij de Zeeuws-Vlaamse polderstreek. Men vindt hier ook twee krekengebieden, namelijk Grote Kreek en Pereboomsgat en de Sint-Elooiskreek.

## Evenementen
Een bekend evenement dat er jaarlijks plaatsvindt, zijn de Overslagse Feesten. Dit festival brengt jaarlijks duizenden bezoekers op de been.

## Nabijgelegen kernen
Overslag, Westdorpe, Wachtebeke
Deelgemeenten: Beervelde · Lochristi · Wachtebeke · Zaffelare · Zeveneken

Overige plaatsen: Berdelingebuurte (deels) · Hijfte · Overslag

Belgische gemeenten · Arrondissement Gent · Oost-Vlaanderen · Vlaanderen